# Толстая, Светлана Михайловна
Светла́на Миха́йловна Толста́я (урождённая Шур; род. 14 декабря 1938, Москва) — российский лингвист, специалист в области славянской этнолингвистики, доктор филологических наук (1993), профессор, академик РАН (2016), заведующая отделом этнолингвистики и фольклора Института славяноведения РАН, глава Московской этнолингвистической школы.
Вдова академика РАН Н. И. Толстого, мать телеведущей Фёклы Толстой.

## Биография
Родилась в семье журналистов Михаила Марковича Шура и Анастасии Семёновны Тохилат. В 1956 году окончила школу с золотой медалью, затем обучалась на филологическом факультете МГУ. С 1961 года — в Институте славяноведения РАН. В 1968 году после окончания там аспирантуры защитила кандидатскую диссертацию на тему: «Начальные и конечные сочетания согласных в славянских языках» (научный руководитель — В. Н. Топоров). С 1992 года — заведующая сектором этнолингвистики и фольклора Института славяноведения. В 1993 году защитила докторскую диссертацию «Славянская морфонология: основные понятия, аспекты и методы». 28 октября 2016 года избрана действительным членом РАН по Отделению историко-филологических наук.
Иностранный член (академик) Сербской академии наук и искусств (2000) и Польской академии искусств. 
Член редколлегии журналов «Известия РАН. Серия литературы и языка» и «Русский язык в научном освещении».
С 1964 года была замужем за Н. И. Толстым; их дочери: Марфа (род. 1965) — лингвист, сотрудник Института славяноведения РАН, и Анна (род. 1971) — телеведущая, известная как Фёкла Толстая. Близкой подругой С. Толстой была Антонина Ивановна Коваль.

## Общественная позиция
В феврале 2022 года подписала открытое письмо российских учёных и научных журналистов с осуждением вторжения России на Украину и призывом вывести российские войска с украинской территории.

## Научная деятельность
С. М. Толстая — специалист в области славянской этнолингвистики, фольклористики и этнографии, диалектологии, сравнительной лексикологии и фонетики славянских языков. Вместе с Н. И. Толстым является основателем Московской этнолингвистической школы (после смерти мужа в 1996 году возглавила школу).
С начала 1990-х годов руководит работой над фундаментальным трудом Московской этнолингвистической школы — изданием пятитомного этнолингвистического словаря «Славянские древности» (т. 1 — М., 1995; т. 2 — М., 1999; т. 3 — М., 2004; т. 4 — М., 2009; т. 5 — М., 2012), а также многими другими коллективными изданиями и проектами Отдела этнолингвистики и фольклора Института славяноведения РАН (серия «Славянский и балканский фольклор», сборники по изучению народной духовной культуры Полесья, проект «Категории языка народной культуры» по программе ОИФН РАН, проект «Время и пространство: семантика и символика» и др.).

## Основные работы
- Толстая С. М. Морфонология в структуре славянских языков. — М., 1998.
- Толстая С. М. Полесский народный календарь. — М., 2005.
- Толстая С. М. Пространство слова. Лексическая семантика в общеславянской перспективе. — М., 2008.
- Толстая С. М. Семантические категории языка культуры: очерки по славянской этнолингвистике. — М., 2010.
- Толстая С. М. Мир человека в зеркале языка. Очерки по славянскому языкознанию и этнолингвистике. — М.: Индрик, 2019.

## Награды
- Орден Дружбы (5 декабря 2014) — за большой вклад в развитие образования, науки, подготовку квалифицированных специалистов и многолетнюю плодотворную деятельность[7]

## Цитаты
- Современная теоретическая семантика близка к этнолингвистике тем, что изучает значения слов не только в системе языка, в их отношениях и сочетаниях друг с другом, но и на фоне так называемой наивной картины мира, то есть с учётом закрепленных в слове представлений о мире и человеке.
- Обращение на «ты» или на «вы», написание «вы» с маленькой или с большой буквы — то, что нам кажется сейчас незыблемой нормой, в начале прошлого века нормой совсем не было. Совершенно спокойно писали «вы» с маленькой буквы.